# Бені-Х'яр
Бені-Х'яр (араб. بني خيار) — місто в Тунісі. Входить до складу вілаєту Набуль. Станом на 2004 рік тут проживало 16 992 особи.